# Liste der Fußballmeister der Isle of Man
Die Liste der Fußballmeister der Isle of Man listet alle Fußballmeister der auf der Isle of Man ansässigen Vereine seit 1897 auf. Da der Verband der Insel kein Mitglied der UEFA ist, sind die Fußballmeister nicht in den Europapokalen startberechtigt. 

## Meister
- 1896/97: Peel AFC
- 1897/98: Douglas Gymnasium
- 1898/99: Ramsey FC
- 1899/00: Ramsey FC
- 1900/01: Ramsey FC
- 1901/02: Ramsey FC
- 1902/03: Douglas Gymnasium
- 1903/04: Douglas Gymnasium
- 1904/05: Douglas Gymnasium
- 1905/06: Douglas Gymnasium
- 1906/07: Peel AFC
- 1907/08: Ramsey FC
- 1908/09: Douglas Wanderers
- 1909/10: Douglas Wanderers
- 1910/11: Ramsey FC
- 1911/12: Ramsey FC
- 1912/13: Ramsey FC
- 1913/14: Castletown FC
- 1914–1919: keine Meisterschaften ausgetragen
- 1919/20: Douglas Gymnasium
- 1920/21: Ramsey FC
- 1921/22: Peel AFC
- 1922/23: Castletown FC
- 1923/24: Castletown FC
- 1924/25: Castletown FC
- 1925/26: Rushen United
- 1926/27: Ramsey FC
- 1927/28: Colby
- 1928/29: St. Marys AFC
- 1929/30: Braddan
- 1930/31: Braddan
- 1931/32: Peel AFC
- 1932/33: Peel AFC
- 1933/34: Peel AFC
- 1934/35: Peel AFC
- 1935/36: Rushen United
- 1936/37: Braddan
- 1937/38: Braddan
- 1938–1946: keine Meisterschaften ausgetragen
- 1946/47: Onchan
- 1947/48: Peel AFC
- 1948/49: Peel AFC
- 1949/50: Castletown FC
- 1950/51: Castletown FC
- 1951/52: Ramsey FC
- 1952/53: Peel AFC
- 1953/54: Peel AFC
- 1954/55: Peel AFC
- 1955/56: RAF Jurby
- 1956/57: St. Georges FC
- 1957/58: Peel AFC
- 1958/59: Peel AFC
- 1959/60: Peel AFC
- 1960/61: St. Georges FC
- 1961/62: St. Georges FC
- 1962/63: Peel AFC
- 1963/64: Peel AFC
- 1964/65: Peel AFC
- 1965/66: Peel AFC
- 1966/67: Douglas High School Old Boys
- 1967/68: Pulrose United
- 1968/69: Pulrose United
- 1969/70: Pulrose United
- 1970/71: Pulrose United
- 1971/72: Peel AFC
- 1972/73: Peel AFC
- 1973/74: Peel AFC
- 1974/75: Peel AFC
- 1975/76: Peel AFC
- 1976/77: Peel AFC
- 1977/78: Rushen United
- 1978/79: Rushen United
- 1979/80: Rushen United
- 1980/81: Rushen United
- 1981/82: Castletown FC
- 1982/83: Douglas High School Old Boys
- 1983/84: Peel AFC
- 1984/85: Rushen United
- 1985/86: Rushen United
- 1986/87: Douglas Gymnasium
- 1987/88: Rushen United
- 1988/89: Douglas High School Old Boys
- 1989/90: Douglas High School Old Boys
- 1990/91: Peel AFC
- 1991/92: St. Georges FC
- 1992/93: Pulrose United
- 1993/94: St. Georges FC
- 1994/95: St. Georges FC
- 1995/96: St. Marys AFC
- 1996/97: Douglas High School Old Boys
- 1997/98: St. Marys AFC
- 1998/99: Castletown FC
- 1999/00: Peel AFC
- 2000/01: Peel AFC
- 2001/02: Peel AFC
- 2002/03: St. Marys AFC
- 2003/04: St. Georges FC
- 2004/05: St. Georges FC
- 2005/06: Laxey FC
- 2006/07: St. Georges FC
- 2007/08: St. Georges FC
- 2008/09: St. Georges FC
- 2009/10: Rushen United
- 2010/11: St. Georges FC
- 2011/12: St. Georges FC
- 2012/13: St. Georges FC
- 2013/14: St. Georges FC
- 2014/15: St. Georges FC
- 2015/16: St. Georges FC
- 2016/17: St. Georges FC
- 2017/18: St. Georges FC
- 2018/19: St. Marys AFC
- 2019/20: Saison abgebrochen
- 2020/21:  Corinthians
- 2021/22:  Ayre United
- 2022/23:  Peel AFC
- 2023/24:  Ayre United